# МИФИ (футбольный клуб)
МИФИ — московский футбольный клуб, представляющий Национальный исследовательский ядерный университет «МИФИ». Провёл один сезон (1997) в первенстве России среди команд мастеров.

## История
В 1997 году клуб выступал в Третьей лиге ПФЛ в третьей (московской) зоне. Занял 19-е место среди 21 участника, опередив только команды «Динамо-2» (фактически третий состав «Динамо») и «Чертаново». В 40 матчах команда одержала 11 побед, девять раз сыграла вничью и 20 матчей проиграла. Самая крупная победа (7:1) была одержана над «Чертаново», а самое крупное поражение команда потерпела от дубля «Динамо» (0:4). Тренером команды в этом сезоне был Ринат Билялетдинов.
Рекордсмен клуба по числу матчей на профессиональном уровне — Денис Бояринцев (35), лучший бомбардир — Михаил Филюнов (7).
В 1999 году клуб занял 9-е место в зоне «Москва» Первенства КФК (первенства России среди любителей).
При клубе существовала детско-юношеская школа, выпускниками которой являются, в частности, Артём Ребров и Дмитрий Кудинов. Различные команды школы (ФШ МИФИ, ДЮСШ (СДЮШОР) МИФИ, «МИФИ-Подшипник») в течение нескольких сезонов (1996—2000) участвовали в соревнованиях Первенства КФК.

### Результаты выступлений
| Год  | Соревнование                                                                             | Место                                                                                    | Примечания                                                                               |
| ---- | ---------------------------------------------------------------------------------------- | ---------------------------------------------------------------------------------------- | ---------------------------------------------------------------------------------------- |
| 1996 | Команда ФШ МИФИ участвовала в Первенстве КФК (8-е место из 10 в зоне «Центр» — «Москва») | Команда ФШ МИФИ участвовала в Первенстве КФК (8-е место из 10 в зоне «Центр» — «Москва») | Команда ФШ МИФИ участвовала в Первенстве КФК (8-е место из 10 в зоне «Центр» — «Москва») |
| 1997 | Третья лига ПФЛ, зона 3                                                                  | 19 из 22                                                                                 | МИФИ; также команда МИФИ играла в Первенстве КФК (14-е из 16 в зоне «Центр» — «Москва»)  |
| 1998 | Первенство КФК, зона «Центр», «Москва», 2-я группа                                       | 1 из 11                                                                                  | ДЮСШ (СДЮШОР) МИФИ; команда «МИФИ-Подшипник» заняла 5-е место                            |
| 1998 | Первенство КФК, зона «Центр», «Москва», финал                                            | 2 из 4                                                                                   | ДЮСШ (СДЮШОР) МИФИ                                                                       |
| 1999 | Первенство КФК, зона «Центр», «Москва»                                                   | 9 из 18                                                                                  | МИФИ; команда СДЮШОР МИФИ заняла 11-е место                                              |
| 2000 | Первенство КФК, зона «Центр», «Москва»                                                   | 14 из 16                                                                                 | СДЮШОР МИФИ                                                                              |

В 2010-е годы сборная МИФИ по футболу выступает в чемпионате Москвы среди любителей. Кроме того, имеется команда по мини-футболу, также выступающая в чемпионате Москвы.

## Тренеры
- Ринат Билялетдинов (1997)